# Raphaël Bedros XXI. Minassian

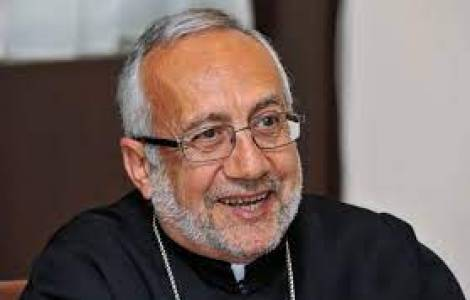
Patriarch Raphaël Bedros XXI. (2021)

Raphaël Bedros XXI. Minassian ICPB (eigentlich Raphaël François Minassian; armenisch Ռաֆայել Մինասյան; * 24. November 1946 in Beirut) ist ein armenisch-katholischer Geistlicher und Patriarch von Kilikien.

## Leben
Raphaël François Minassian studierte ab 1966 am libanesischen Priesterseminar in Rom und wurde 1973 zum Ordenspriester der Patriarchalen Kongregation von Bzommar (ICPB) geweiht. Von 1996 bis 2006 war er Pastor der armenisch-katholischen Gemeinde in Kalifornien, hier war er gleichzeitig Herausgeber des Avetaber-Verelk und Gründer des armenischen Fernsehsenders.
Am 26. September 2005 wurde Raphaël François Minassian zum Patriarchalexarch von Jerusalem und Amman ernannt.
Mit der Ernennung zum Ordinarius für die armenisch-katholischen Gläubigen in Osteuropa am 24. Juni 2011 erfolgte auch die Ernennung zum Titularerzbischof von Caesarea in Cappadocia degli Armeni. Der Patriarch von Kilikien Erzbischof Nerses Bedros XIX. spendete ihm am 16. Juli 2011 die Bischofsweihe; Mitkonsekratoren waren Erzbischof Nechan Karakéhéyan ICPB und Bischof Manuel Batakian ICPB.
Die Synode der armenisch-katholischen Kirche wählte Minassian im Einverständnis mit Papst Franziskus zum Patriarchen von Kilikien. Die Wahl wurde am 23. September 2021 bekanntgegeben. Als Patriarch nahm er den Namen Raphaël Bedros XXI. an. Die Amtseinführung fand am 24. Oktober desselben Jahres statt.

## Nahostsynode
Als Teilnehmer an der Sonderversammlung der Bischofssynode zum Nahen Osten propagierte Minassian den vermehrten Einsatz von Massenmedien, um einen „kommunikativen Weg“ zur Schaffung einer echten Gemeinschaft zwischen den verschiedenen katholischen Kirchen im Heiligen Land und im ganzen Nahen Osten zu bereiten.